# 57e législature du Grand Conseil du canton de Genève
La 57e législature du Grand Conseil du canton de Genève est un cycle parlementaire qui s'ouvre le 5 novembre 2009 et s'achève le 6 novembre 2013. Elle est la dernière législature sous l'autorité de l'ancienne constitution du canton.

## Résultats des élections
Les élections, qui ont lieu le 11 octobre 2009 sont marquées par une faible participation de 39.66 % (soit 93 325 suffrages exprimés sur 235 331), et donnent la répartition suivante des sièges par partis : 

Répartition des sièges

- Parti libéral suisse (16.71 %) : 20 députés
- Les Verts (15.34 %) : 17 députés
- Mouvement citoyens genevois (14.74 %) : 17 députés
- Parti socialiste suisse (12.91 %) : 15 députés
- Parti démocrate-chrétien (9.91 %) : 11 députés
- Parti radical-démocratique (9.59 %) : 11 députés
- Union démocratique du centre (8.56 %) : 9 députés